# The Cinematic Orchestra
The Cinematic Orchestra je britská nu-jazzová a elektronická hudební skupina, založená v roce 1999 Jasonem Swinscoem. Kromě Jasona do skupiny patří Luke Flowers (bubny), Tom Chant (saxofon), Nick Ramm (piano), Stuart McCallum (kytara) a Phil France (kontrabas). Bývalí členové této skupiny byli Jamie Coleman (trubka), T. Daniel Howards (bubny), Alex James (piano), Frederico Ughi (bubny) a Clean Sadness (syntezátor, programování). Později[kdy?] přibyl kytarista Stuart McCallum.

## Diskografie

### Studiová alba
- Motion (1999)
- Every Day (2002)
- Ma Fleur (2007)
- To Believe (2019)

### Jiné
- Remixes 98–2000 (2000)
- Man with a Movie Camera (2003)
- Live At The Big Chill (2007)
- Live at the Royal Albert Hall (2008)
- The Crimson Wing: Mystery of the Flamingos OST (2009)
- Late Night Tales: The Cinematic Orchestra (2010)
- The Cinematic Orchestra presents In Motion #1 (2012)